# پاپلار آیووا
پاپلار آیووا (به انگلیسی: Poplar) یک منطقهٔ مسکونی در ایالات متحده آمریکا است که در آیووا واقع شده‌است. پاپلار آیووا ۴۴۱٫۹۷ متر بالاتر از سطح دریا واقع شده‌است.